# Chapada de Areia
Chapada de Areia es un municipio brasilero del estado del Tocantins. 

## Historia
Antiguo distrito de Pium, Chapada de Areia era entonces llamada "Bethânia". Se emancipó apenas en mayo de 1996.

## Geografía
Se localiza a una latitud 10º08'37" sur y a una longitud 49º08'24" oeste, estando a una altitud de 240 metros. Su población estimada en 2004 era de 1.218 habitantes.

## Política
De acuerdo con el IBGE, la ciudad posee cerca de 1.218 habitantes. Entretanto, de acuerdo con el TSE, el municipio localizado al oeste del estado posee 1.571 electores (2008) el que torna el mismo el municipio con mayor diferencia entre el número de habitantes y electores del Tocantins, o ya sea, el electorado representa casi 125% de la población local.